# Карпачёв, Василий Тимофеевич
Василий Тимофеевич Карпачёв (1919—1945) — младший сержант Рабоче-крестьянской Красной Армии, участник Великой Отечественной войны, Герой Советского Союза (1945).

## Биография
Василий Карпачёв родился 11 февраля 1919 года в деревне Тыныс (ныне — Тасеевский район Красноярского края). Получил начальное образование, после чего работал в колхозе. В 1940 году Карпачёв был призван на службу в Рабоче-крестьянскую Красную Армию. С июня 1941 года — на фронтах Великой Отечественной войны. Принимал участие в боях на Западном, Центральном, Ленинградском и 2-м Украинском фронтах. Оказавшись в окружении, попал в партизанский отряд, в котором воевал около 2 лет. К февралю 1945 года младший сержант Василий Карпачёв командовал орудием 1066-го стрелкового полка 281-й стрелковой дивизии 2-й ударной армии 2-го Белорусского фронта. Отличился во время освобождения Польши.
5-6 февраля 1945 года расчёт Карпачёва, находясь в боевых порядках пехотных частей, в боях за город Эльбинг (ныне — Эльблонг) отразил 20 немецких контратак, уничтожив 1 танк, 2 артиллерийских орудия, 4 пулемёта и большое количество солдат и офицеров противника. 6 февраля расчёт весь день отражал контратаки эльбингского гарнизона, уничтожив несколько немецких танков. Когда были израсходованы снаряды, артиллеристы продолжали вести бой при помощи стрелкового оружия. В том бою Карпачёв погиб. Похоронен в городе Эльблонг в Польше.
Указом Президиума Верховного Совета СССР от 10 апреля 1945 года за «мужество и героизм, проявленные при выполнении воинского долга», младший сержант Василий Карпачёв посмертно был удостоен высокого звания Героя Советского Союза. Также был награждён орденами Ленина и Славы 3-й степени.
В честь Карпачёва названа улица в селе Тасеево.